# Don Sphynx
Il Don Sphynx, oggi sempre più conosciuto come Donskoy, è una razza di gatto originaria della Russia che presenta quasi una totale assenza di pelo.

## Storia
Nel 1987 una gatta dalla pelliccia molto rada e a tratti assente fu trovata a vagare in Russia fra le strade della cittadina di Rostov-na-Donu, questa gatta fu salvata e curata contro ogni tipo di dermatite, ma il problema alla cute persisteva. Dopo una cucciolata di questa micia, chiamata Varya, si scoprì che il problema non era da ritenersi clinico, bensì genetico. Varya e la sua prole infatti manifestavano una sottile peluria che andavano perdendosi entro l'anno di vita.
Una figlia di Varya, Chita, fu adottata da Irina Nemykina che intraprese un programma di allevamento accoppiandola con svariati gatti "di strada", si scoprì così che il gene di questi gatti nudi non era lo stesso degli esemplari di razza Sphynx, di tipo recessivo, ma invece dominante. Un'altra razza di gatto nudo era stata scoperta, e si intraprese un lungo cammino di selezione a partire dagli anni novanta; cammino che portò anche alla nascita del Peterbald.

## Standard
- Testa: Mediamente più lunga che larga, con zigomi ben definiti. Profilo tendente al dritto (senza stop o break). Presenza di rughe sulla testa e mento prominente.
- Collo: di media lunghezza, molto forte e possente.
- Orecchie: Abbastanza grandi e con punte arrotondate. Posizionate alte sulla testa, la distanza fra le orecchie non deve essere maggiore della grandezza di un orecchio stesso (v. differenza con Sphynx).
- Occhi: Di media grandezza. A forma di mandorla posizionati obliqui sul muso.
- Piedi: Tondi e lunghi, i cosiddetti piedi da scimmia.
- Corpo: Di metà stazza, forte e muscoloso. Ossatura possente con petto e schiena molto prestanti.
- Coda: Larga alla base va via via assottigliandosi. Può essere coperta da fine pelliccia tendente al riccio.
- Pelle: Possibile la nudità completa, sebbene può essere coperto da una sottile peluria fino ai 2 anni di età. Rimanenze di pelo su naso, coda, zampe ed orecchie sono accettati.
- Colori: Qualsiasi colorazione ammessa, compreso il point (occhi azzurri)

## Carattere e cure
Il Donskoy è un gatto estremamente dolce e affettuoso, il suo carattere assomiglia molto a quello dello Sphynx canadese. Estremamente devoto al padrone passa gran parte del tempo giocando e seguendo le orme di chi sta in casa. È molto intelligente e adora essere parte integrante della famiglia, dormire con gli umani e non rimanere mai solo. Come gli altri gatti nudi il Don Sphynx ha bisogno di regolare pulizia della pelle, che tende a non trattenere le secrezioni di unto che negli altri gatti si depositano sulla pelle. Questo gatto però ha un tipo di pelle più "forte" al tatto di quella dello Sphynx e a volte ha un leggero odore di sudore, per questo è importante lavarli abbastanza spesso. Le orecchie vanno pulite settimanalmente e le unghie spuntate spesso. Pur essendo nudo non è un gatto fragile; l'appartamento è il suo ambiente ideale e si adatta bene ad ogni temperatura purché non vi siano particolari sbalzi termici.